# Kaisei Yui
Kaisei Yui (jap. 油井快晴 Yui Kaisei; ur. 6 lutego 1996) – japoński lekkoatleta specjalizujący się w biegach sprinterskich. 
W 2013 w Doniecku został brązowym medalistą mistrzostw świata juniorów młodszych w sztafecie szwedzkiej oraz dotarł do półfinału biegu na 400 metrów. Rok później startował na juniorskich mistrzostwach świata w Eugene, podczas których sięgnął po srebro w sztafecie 4 × 400 metrów, a indywidualnie zajął 7. miejsce na dystansie 400 metrów.
Rekord życiowy: bieg na 400 metrów – 46,68 (23 lipca 2014, Eugene). 

## Osiągnięcia
| Rok  | Impreza                               | Miejsce | Konkurencja             | Lokata               | Wynik   |
| ---- | ------------------------------------- | ------- | ----------------------- | -------------------- | ------- |
| 2013 | Mistrzostwa świata juniorów młodszych | Donieck | bieg na 400 metrów      | półfinał             | 47,23   |
| 2013 | Mistrzostwa świata juniorów młodszych | Donieck | sztafeta szwedzka       | 3. miejsce           | 1:50,52 |
| 2014 | Halowe mistrzostwa świata             | Sopot   | sztafeta 4 × 400 metrów | eliminacje           | 3:12,63 |
| 2014 | IAAF World Relays                     | Nassau  | sztafeta 4 × 400 metrów | 2. miejsce (Finał B) | 3:03,24 |
| 2014 | Mistrzostwa świata juniorów           | Eugene  | bieg na 400 metrów      | 7. miejsce           | 47,08   |
| 2014 | Mistrzostwa świata juniorów           | Eugene  | sztafeta 4 × 100 metrów | 2. miejsce           | 3:04,11 |